# Peanut (California)
Peanut es un área no incorporada ubicada en el condado de Trinity en el estado estadounidense de California. Peanut se encuentra ubicada al este de la Ruta Estatal 3 y al sur de Hayfork.

## Geografía
Peanut se encuentra ubicada en las coordenadas 40°28′5″N 123°10′3″O / 40.46806, -123.16750.